# Lernort Keibelstraße

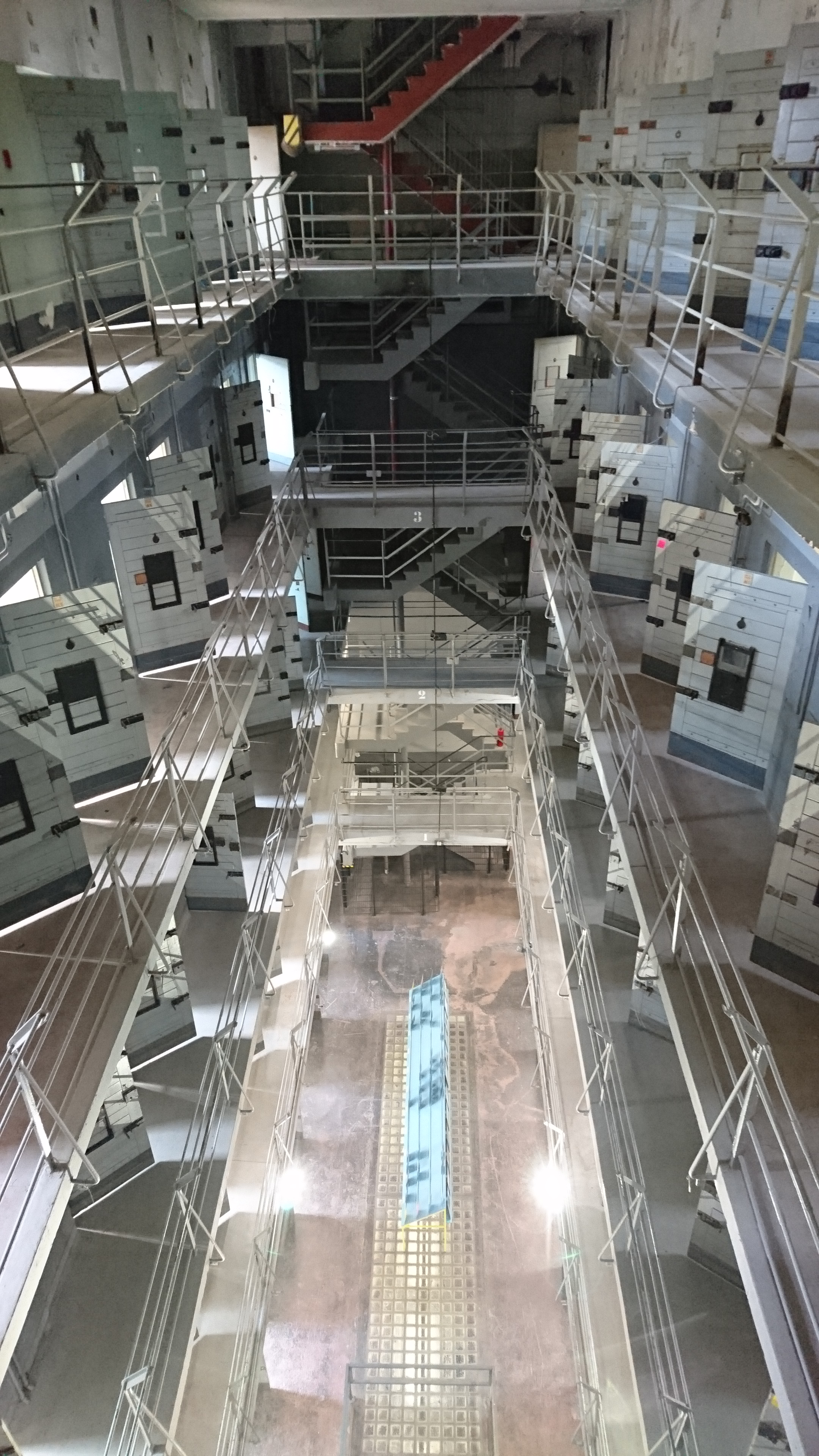
Blick in die ehemalige Hafthalle aus dem vierten Stock.

Der Lernort Keibelstraße der Agentur für Bildung, Geschichte und Politik e.V. ist eine Bildungsstätte in der ehemaligen Untersuchungshaftanstalt II (UHA II), die sich im Gebäudekomplex der Berliner Senatsverwaltung für Bildung, Jugend und Familie befindet. Neben einer Bildungsstätte sieht sich der Lernort als ein Dokumentationszentrum, in dem die Geschichte der UHA II aufgearbeitet und ausgestellt wird. Zwischen 1951 und 1990 waren in der Ost-Berliner UHA II tausende Menschen aus unterschiedlichen Gründen inhaftiert. Unter dem Namen Keibelstraße war das Gefängnis innerhalb des Präsidiums der Volkspolizei in der Bevölkerung der DDR bekannt und gefürchtet. Die U-Haftanstalt unterstand dem Ministerium des Inneren. Als einzige Ost-Berliner Untersuchungshaftanstalt waren auch Frauen dort inhaftiert.
Die Bildungsstätte Lernort Keibelstraße eröffnete im Februar 2019 und bietet mediengestützte und interaktive Lernwerkstätten für Schulklassen und regelmäßige öffentliche Führungen an, um am historischen Ort Einblicke in das Rechts- und Herrschaftssystem der DDR zu geben. Der historische Hafttrakt ist nicht für den allgemeinen Besuchsverkehr geöffnet, sondern kann nur im Rahmen der pädagogischen Angebote des Lernorts bzw. bei öffentlichen und angemeldeten Gruppen-Führungen besucht werden.

## Geschichte

### 1928–1951 Vorgeschichte des Ortes
Die Karstadt AG erstand 1928 das Gelände zwischen Neue Königsstraße (jetzt: Bernhard-Weiß-Straße), Keibelstraße und Wadzeckstraße, um dort nach einem Entwurf des Karstadt-Hausarchitekten Philipp Schaefer den neuen Verwaltungssitz der Firma zu errichten. Nach der Bauzeit zwischen Frühjahr 1930 und Dezember 1931 zog im Januar 1932 der Hauptverwaltungssitz und die Abteilung Zentraler Einkauf in den Gebäudekomplex ein. Das Bürogebäude war jedoch für den Bedarf der Karstadt AG überdimensioniert. Als der Konzern zu Beginn der 1930er Jahre in wirtschaftliche Schwierigkeiten geriet, verkaufte die Karstadt AG 1934 den gesamten Komplex an das Reichsfinanzministerium. Bis zum kompletten Auszug im Jahr 1936 blieb Karstadt noch Mieter des Hauses. Nach Umbaumaßnahmen nutzte das Statistische Reichsamt die Räumlichkeiten ab 1935 und stellte insbesondere im Zuge der Volkszählungen von 1933 und 1939 das Datenmaterial für die Enteignung und Verfolgung der deutschen Juden und Jüdinnen zur Verfügung. Während des Zweiten Weltkrieges wurde ein Teil des Gebäudekomplexes durch Bombentreffer im Mai 1944 und im Kampf um Berlin 1945 erheblich zerstört. Ab 1947 begann der Wiederaufbau des Gebäudekomplexes und am 16. Oktober 1948 zogen das Präsidium der Volkspolizei Berlin, die Volkspolizei-Inspektion Berlin-Mitte und die Feuerwehr dort ein. Auf dem Platz eines zerstörten Gebäudeflügels im Inneren des Ost-Berliner Präsidiums der Volkspolizei entstand zwischen 1949 und Oktober 1951 der Gefängnisbau. Der Zugang erfolgte über den Eingang des Polizeipräsidiums in der Keibelstraße 32.

### 1951–1990 Untersuchungshaftanstalt der Volkspolizei

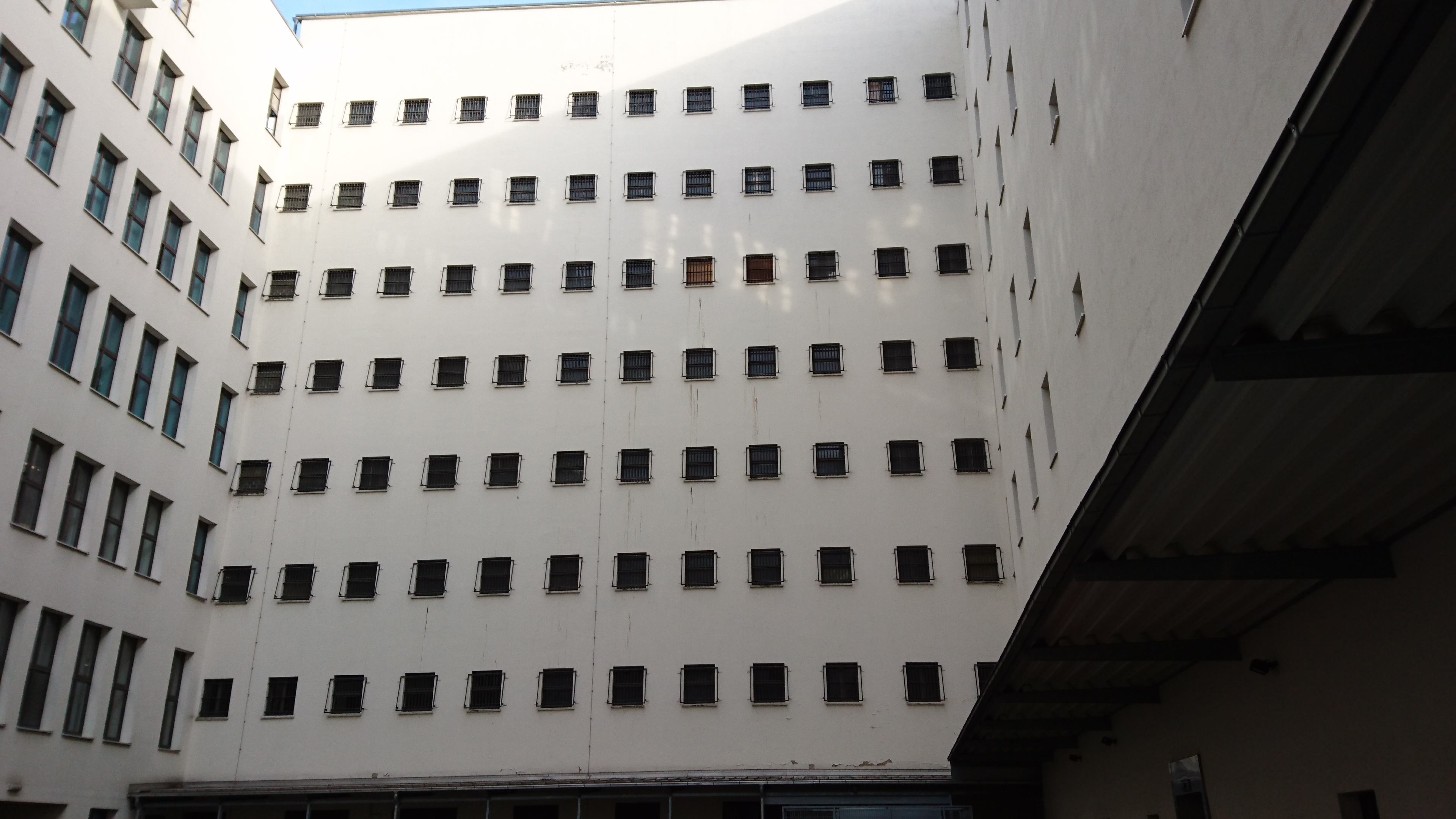
Heutige Außenansicht der UHA II aus dem Hof der Senatsverwaltung für Bildung, Jugend und Familie.

Im Oktober 1951 wurde im Gebäude des Präsidiums der Volkspolizei das Untersuchungsgefängnis eröffnet. In Ost-Berlin gab es neben den regulären Strafvollzugsgefängnissen zwei Untersuchungsgefängnisse: Die Untersuchungshaftanstalt I (UHA I) in Rummelsburg und die Untersuchungshaftanstalt II (UHA II) in der Keibelstraße. Wie die regulären Gefängnisse in der DDR unterstanden auch die U-Haftanstalten dem Ministerium des Inneren und damit den Organen Strafvollzug und Volkspolizei. Weitere Untersuchungsgefängnisse wurden vom Ministerium für Staatssicherheit betrieben. Abgekürzt hieß die Haftanstalt UHA Berlin-Mitte und wurde später in UHA II umbenannt. Zwischen den Jahren 1951 und 1988 wurde die Haftanstalt immer wieder verändert, renoviert und modernisiert.

### Aufbau der U-Haftanstalt
Die UHA Keibelstraße besitzt neun Etagen inklusive des Kellers. Sie bestand aus den Stationen 1–7, die sich jeweils auf sieben Stockwerke verteilte, und der Station 0, die sich im Erdgeschoss befand. Der Zugang erfolgte meistens von der Keibelstraße über die Station 0, die aus den Wartezellen, Baderäumen und der Effektenkammer bestand. Zusätzlich waren im Erdgeschoss die Gefängnisküche, Lagerräume sowie drei personengroße Beruhigungszellen. Auf dem Dach befand sich eine Glaskonstruktion, durch die Tageslicht in die Haftraumhalle gelangte. Die Häftlinge absolvierten dort ihren 30-minütigen Freigang.
In der UHA II waren Männer und Frauen untergebracht. In den meisten Nutzungsjahren waren Frauen in den Stockwerken 6 und 7 inhaftiert. Im Jahr 1977 betrug die offizielle Kapazität 260 Häftlinge bei einer tatsächlichen Belegung von ca. 298 Personen. Ein Jahr später liegt die offizielle Zahl bei 209 Inhaftierten, was vermutlich auf die Umfunktionierung von Verwahrräumen zurückzuführen ist. Es ist davon auszugehen, dass die Untersuchungshaftanstalt permanent überbelegt war, so dass in den Verwahrräumen statt der vorgesehenen Einzelperson zwei Inhaftierte untergebracht waren. Die Verwahrräume waren mit einem Wasserklosett, einem Waschbecken, einem Doppelstockbett, einem Klapptisch mit ein bis zwei Hockern und ab den 1970er einem Hängeschrank ausgestattet. Der Heizungsregler und Lichtschalter konnten nur von außen, aus der Hafthalle, bedient werden. Im Präsidium der Volkspolizei bzw. in der Volkspolizei-Inspektion wurden die Häftlinge verhört. Bei der Volkspolizei und in der UHA waren auch offizielle und inoffizielle Mitarbeiter des Ministeriums für Staatssicherheit tätig. In welchem Umfang ist bis heute unklar. Für die Gerichtsprozesse wurden die Inhaftierten der UHA Keibelstraße zu den verschiedenen Stadtbezirks- bzw. Militärgerichten transportiert. Nach einem Hafturteil kamen sie nach ein paar Tagen oder wenigen Wochen in den regulären Strafvollzug bzw. wurden bei einem Freispruch entlassen.

### Haftgründe
In der Untersuchungshaftanstalt saßen Menschen wegen sämtlicher Delikte des Strafgesetzbuches der DDR ein. Die meisten Personen kamen wegen sogenannter klassischer Kriminalität wie Diebstahl, Betrug, Raub oder Körperverletzung in die Untersuchungshaft. Es erfolgten auch Inhaftierungen wegen „ungesetzlichen Grenzübertritts“ (§ 213), „Gefährdung der öffentlichen Ordnung durch asoziales Verhalten“ (§ 249), „Beeinträchtigung staatlicher oder gesellschaftlicher Tätigkeit“ (§ 214) und bis 1985 wegen „Wehrdienstentziehung und Wehrdienstverweigerung“ (§ 256). Die Anzahl und Häufigkeit der vorgeworfenen Delikte variierten im Laufe der Zeit und waren häufig abhängig von der Innenpolitik der SED. Zusätzlich kam es zu größeren Zuführungen bei bestimmten Ereignissen, wie z. B. am 7. Oktober 1969. Anlässlich des Gerüchts über ein Konzert der Rolling Stones auf dem Dach des Springergebäudes versammelten sich hunderte von Jugendlichen, die die Volkspolizei zum Teil verhaftete und unter anderem in die Keibelstraße brachte.
Im Falle einer geringen Reststrafe saßen einige Menschen hier ebenfalls ihre Strafhaft ab und verblieben in der UHA II. Für die meisten Inhaftierten war die UHA II allerdings ein Durchgangsort, in dem sie zwischen ein paar Stunden und mehrere Monate bis zur Verurteilung oder Freilassung eingesperrt waren. Auch Menschen ohne DDR-Staatsbürgerschaft waren zwecks Untersuchungshaft bzw. Ausweisungsgewahrsam in der Keibelstraße inhaftiert.

### Haftalltag und -bedingungen
Der Tag begann für die Inhaftierten um 6 Uhr mit dem Wecken und endete um 20 Uhr mit der Nachtruhe. Da sich die Lichtschalter außerhalb der Verwahrräume befanden, saßen die Häftlinge ab dem Zeitpunkt im Dunkeln. Das heißt, ein Tag mit Licht belief sich auf 14 Stunden, von denen sie 13,5 Stunden in den verschlossenen Verwahrräumen und eine halbe Stunde Freigang auf dem Dach verbrachten. Langeweile, Eintönigkeit und eine militärische Disziplin prägten den Alltag, der vor allem in der Anfangszeit von Verhören unterbrochen war. Tagsüber durften die Inhaftierten das Bett nicht benutzen, so dass nur die zwei Hocker und der restliche Platz in dem ca. 6 m² Verwahrraum zur Verfügung standen. Öffnete das Wachpersonal die Zellentür, mussten sich die Häftlinge in der Regel mit dem Rücken zum Fenster stellen und Meldung machen. Auf die korrekte Dienstrangbezeichnung legte das Wachpersonal großen Wert. Gleiches galt für Ordnung und Sauberkeit im Verwahrraum. Das Bett sowie die Kleidung im Hängeschrank mussten ordentlich gefaltet sein und der Verwahrraum sauber gehalten werden.
Eine längerfristige Abwechslung zur Monotonie des Verwahrraumes bot für die Untersuchungshäftlinge die Haftarbeit. Während Strafhäftlinge verpflichtet waren zu arbeiten, konnten Untersuchungshäftlinge nur bei zur Verfügung stehenden Beschäftigungen tätig sein. Im Jahr 1977 waren dies 31 % der Untersuchungshäftlinge, die in den Arbeitskommandos Küche für die Untersuchungshaftanstalt oder für das Präsidium der Volkspolizei, VEB Leuchtenbau (VEB Narva), VEB Münze (für die Münzprägeanstalt Ost-Berlin) sowie im Außenkommando Reinigung im Ministerium des Inneren sowie Volkspolizeipräsidium beschäftigt waren. Der zur freien Verfügung stehende „Lohn“ betrug zwischen 10 und 18 % des üblichen Nettogehalts und konnte im HO-Laden des 5. Stocks für Zigaretten, Seifen, Süßigkeiten oder anderen Lebensmittel ausgegeben werden.
Für diejenigen, die den Tag im Verwahrraum verbrachten, ergaben sich unterschiedliche Beschäftigungsmöglichkeiten. So existierte eine Bibliothek in der Untersuchungshaftanstalt. Die Bücher konnten die Häftlinge aber nicht frei wählen, sondern ein sogenannter Kalfaktor (Hausarbeiter und Strafgefangener) verteilte willkürlich die Lektüre, bei der es sich in der Mehrzahl um sozialistische Literatur handelte. Ab den 1980er konnten dann eine geringe Anzahl der Häftlinge am Sonntag einen Fernsehraum nutzen.
Die Gefangenen durften monatlich Besuch empfangen und Briefe schreiben, doch es kam immer wieder vor, dass dieses Recht vom Wachpersonal entzogen wurde. Ein Recht auf Verteidigung im Falle eines Prozesses war den Inhaftierten nicht immer gegeben, in vielen Fällen gab es nur einen kurzen Kontakt mit einem Anwalt oder sie haben sie erst am Prozesstag zum ersten Mal gesehen. Anwälte hatten in der DDR nicht das Recht auf Akteneinsicht. Urteile standen immer wieder bereits vor Prozessbeginn fest bzw. sie wurden in einigen Fällen von der SED vorgegeben.
Zu Gewalttätigkeiten des Wachpersonal liegen bisher noch kaum belastbaren Belege vor. Einige Zeitzeugen erinnern sich an Schreie in der Nacht, die durch die Haftraumhalle hallten. Sie schlussfolgerten, dass es sich dabei um Gewalttaten handelte. Andere berichten von alltäglichen Schikanen oder verdeckten Schlägen, die abhängig von der Persönlichkeit des Wachpersonals waren. Die Gefangenen konnten sich offiziell bei der Leitung der Untersuchungshaftanstalt beschweren, verfolgt wurden Übergriffe in den meisten Fällen nicht bzw. sie wurden nur „intern“ geregelt.

### 1990–2018 Nachnutzung
Die verbliebenen Inhaftierten wurden am 21./22. Juni 1990 in die Haftanstalten in Rummelsburg, Lichtenberg und Pankow verlegt. Im Oktober folgte der Transport aus diesen Haftanstalten in die West-Berliner Justizvollzugsanstalten. Bis zum 1. Juli 1992 stand der Hafttrakt leer, bis die Berliner Polizei den 6. Stock getrennt durch zwei Zwischendecken und mit modernisierter Innenausstattung als Polizeigewahrsam und Abschiebegefängnis nutzte. Dieses Geschoss bot sich für eine Weiternutzung an, da es durch einen Übergang mit dem angrenzenden Polizeigebäude verbunden waren. Vier Jahre später endete die Zwischennutzung. Danach folgte ein Leerstand, bis im Februar 2019 der Lernort Keibelstraße eröffnet wurde. In der Zwischenzeit konnten allerdings Filmproduktionen die Räumlichkeiten mieten, die diverse Veränderungen vornahmen. Die U-Haftanstalt wurde unter anderem als Filmkulisse für Männerpension (D 1996), 14 Tage lebenslänglich (D 1997), Halbtot – Half Past Dead (D/USA 2002), Good Bye, Lenin! (D 2003), Das Leben der Anderen (D 2006) und Fack ju Göhte (D 2013) genutzt. Außerdem wurden einige Musikvideos in dem Hafttrakt gedreht. Die größten Eingriffe nahm die Produktion zum Film Halbtot – Half Past Dead vor: Es wurde die originale Wandfarbe aus hellgrün und hellgelb in einem dunklen Grauton übermalt, Treppengitter abmontiert etc. Der letzte kommerzielle Filmdreh erfolgte kurz vor der Eröffnung für das Musikvideo Deutschland der Band Rammstein. Die Immobilie wird im Auftrag des Landes Berlin von der Berliner Immobilienmanagement GmbH (BIM) seit Januar 2007 verwaltet. Weiterhin nutzen die Verwaltung der BIM und die Berliner Polizei Teile des Gebäudes. Im Frühjahr 2010 zog die Senatsverwaltung für Bildung, Wissenschaft und Forschung als größter Nutzer in den Komplex an der heutigen Otto-Braun-Straße ein.

## Bildungsstätte Lernort Keibelstraße

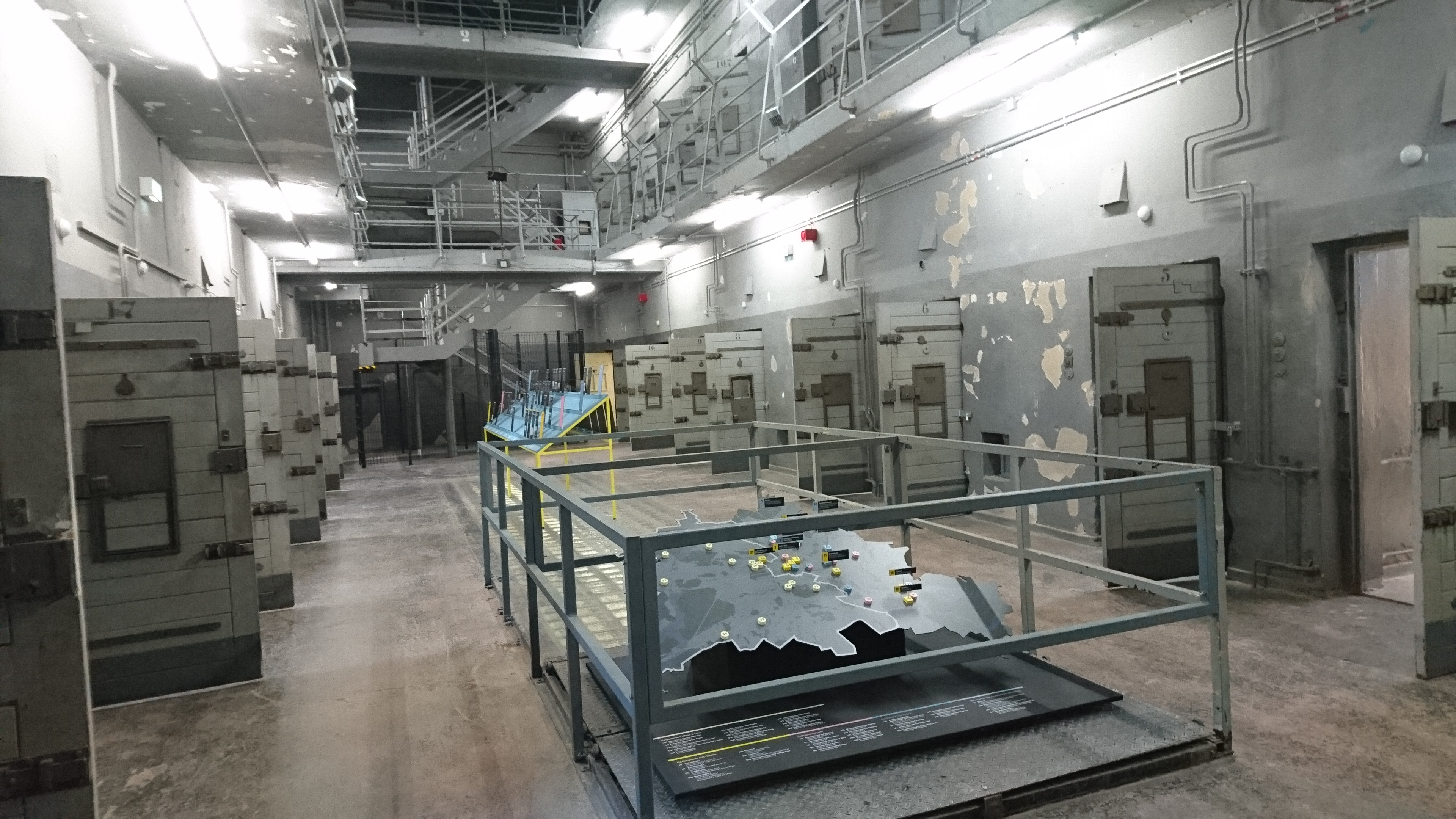
Blick in die ehemalige Hafthalle und heutigen Lernort (1. Stockwerk / Station 1)

Nach einer öffentlichen Ausschreibung wurde im August 2018 die Agentur für Bildung, Geschichte und Politik e.V. von der Berliner Senatsverwaltung für Bildung, Jugend und Familie beauftragt den Lernort aufzubauen und zu betreiben. Am 18. Februar 2019 wurde der Lernort Keibelstraße im ersten Obergeschoss der ehemaligen UHA II eröffnet. Die Bildungsstätte verspricht mit ihrer inhaltlichen Ausrichtung und pädagogischen Arbeit einen neuen Schwerpunkt innerhalb der Berliner Gedenk- und Bildungsstätten zur DDR-Geschichte. Im Mittelpunkt der Arbeit am Lernort Keibelstraße steht die historisch-politische Bildung, die auf wissenschaftlicher Recherche in Archiven, Sammlungen und Gedenkstätten sowie auf videografierten Interviews mit ehemaligen Inhaftierten basiert. Weiterhin dokumentiert der Lernort die Geschichte der ehemaligen Untersuchungshaftanstalt und stellt diese aus. Die Besucher des Lernortes erfahren, aus welchen Gründen Menschen in der UHA II inhaftiert wurden, wie sich der alltägliche Ablauf in der UHA gestaltete, unter welchen Haftbedingungen die Inhaftierten einsaßen, und Theorie, Ziele und Rahmenbedingungen des Strafvollzugs. Dadurch sollen wichtige Einblicke in das Rechts- und Herrschaftssystem der DDR geboten werden.
Das pädagogische Angebot richtet sich an Schulklassen aller Schulformen zwischen der 4. und 6. Klasse bzw. ab der 9. Klasse und Lerngruppen mit Kindern ab 10 Jahren. In den verschiedenen Formaten der Lernwerkstätten lernen die Kinder und Jugendlichen die Geschichte des Ortes kennen und bearbeiten verschiedene Themen wie Haftgründe etc. mit Hilfe einer mediengestützten Lernanwendung. Auch ein Gespräch mit Zeitzeugen ist im Rahmen einer Lernwerkstatt möglich. Außerdem werden am Lernort regelmäßig öffentliche Führungen, Fortbildungen und Veranstaltungen angeboten. Dafür werden verschiedene Facetten der Geschichte des Ortes aufgegriffen. Der Lernort ist jenseits dieser Angebote öffentlich nicht zugänglich. Für die Qualitätssicherung und Weiterentwicklung des Lernorts findet eine Kooperation mit dem Leibniz-Zentrum für Zeithistorische Forschung Potsdam und dem Arbeitsbereich Didaktik der Geschichte der Freien Universität Berlin statt.